# Jonggolsari
Jonggolsari is een bestuurslaag in het regentschap Wonosobo van de provincie Midden-Java, Indonesië. Jonggolsari telt 3594 inwoners (volkstelling 2010).